# Jacky Brichant
Jacques (Jacky) Brichant (Mont-sur-Marchienne, 28 maart 1930 – 9 maart 2011) was een Belgisch tennisser en basketbalspeler. Hij was vooral bekend als dubbelspeler in het tennis en kreeg in 1957 samen met zijn dubbelspelpartner Philippe Washer de Nationale trofee voor sportverdienste.

## Tennis
Brichant was lid van de Royal Léopold Club. In 1947 won hij de enkelspelfinale van het juniorentoernooi van Roland Garros. Vanaf 1949 vormde hij met de zes jaar oudere Philippe Washer, die lid was van dezelfde tennisclub, een succesvol dubbelspelduo. Samen wonnen ze in 1953 en in 1957 de finale van de Europese zone van de Davis Cup maar zij verloren telkens de internationale finale van de Verenigde Staten.
Vanaf 1957 ging Brichant zich weer meer toeleggen op het enkelspel. In dat jaar won hij het Monte Carlo Open en in het jaar nadien stond hij in de halve finale van Roland Garros en in de finale van het toernooi van Hamburg.
Brichant werd tussen 1955 en 1962 achtmaal opeenvolgend Belgisch kampioen enkelspel en tussen 1951 en 1957 zesmaal Belgisch kampioen dubbelspel met Philippe Washer. Vanaf 1952 werd hij met Christiane Mercelis dertienmaal opeenvolgend Belgisch kampioen gemengd dubbelspel nadat hij deze titel al eens in 1949 veroverd had.
In 2015 werd Brichant onderscheiden met de Orde van Verdienste in de Davis Cup.

## Basketbal
Ook in basketbal was Jacky Brichant een uitblinker. Hij werd met Royal IV vijfmaal kampioen van België (1952, 1953, 1954, 1957 en 1958) en speelde meerdere wedstrijden voor de nationale ploeg.
Samen met Raymond Van Gestel (voetbal en atletiek) was hij de enige Belg die tegelijkertijd internationaal was in verschillende sportdisciplines.

## Familie
Jacky Brichant was een zoon van Fernand Brichant, doelman bij Léopold Club en Racing Club Brussel, die tweemaal geselecteerd werd voor het Belgisch voetbalelftal.
Een zoon van Jacky, Alain Brichant, was eveneens tennisser.

## Resultaten grandslamtoernooien
| Legenda | Legenda                          |
| ------- | -------------------------------- |
| g.t.    | geen toernooi gehouden           |
| l.c.    | lagere categorie                 |
| –       | niet deelgenomen                 |
| G       | uitgeschakeld in de groepsfase   |
| 1R      | uitgeschakeld in de eerste ronde |
| 2R      | uitgeschakeld in de tweede ronde |
| 3R      | uitgeschakeld in de derde ronde  |
| 4R      | uitgeschakeld in de vierde ronde |
| KF      | uitgeschakeld in de kwartfinale  |
| HF      | uitgeschakeld in de halve finale |
| F       | de finale verloren               |
| W       | het toernooi gewonnen            |
| w-v     | winst/verlies-balans             |

### Enkelspel
| Toernooi        | 1947 | 1948 | 1949 | 1950 | 1951 | 1952 | 1953 | 1954 | 1955 | 1956 | 1957 | 1958 | 1959 | 1960 | 1961 | 1962 | 1963 |
| --------------- | ---- | ---- | ---- | ---- | ---- | ---- | ---- | ---- | ---- | ---- | ---- | ---- | ---- | ---- | ---- | ---- | ---- |
| Australian Open | –    | –    | –    | –    | –    | –    | –    | –    | –    | –    | –    | –    | –    | –    | –    | –    | –    |
| Roland Garros   | –    | –    | –    | –    | –    | –    | –    | 4R   | 4R   | KF   | KF   | HF   | KF   | 4R   | 4R   | 2R   | 2R   |
| Wimbledon       | 1R   | 1R   | 1R   | 2R   | 1R   | 4R   | 4R   | 4R   | 2R   | 3R   | 3R   | 3R   | 2R   | 1R   | 3R   | 1R   | –    |
| US Open         | –    | –    | –    | 2R   | –    | 3R   | –    | –    | –    | –    | –    | –    | –    | –    | –    | –    | –    |

### Mannendubbelspel
| toernooi        | 1950 |    | 1953 |
| --------------- | ---- | -- | ---- |
| Australian Open | –    | –  |      |
| Roland Garros   | –    | –  |      |
| Wimbledon       | KF   | HF |      |
| US Open         | –    | –  |      |

### Gemengd dubbelspel
| toernooi        | 1954 |    | 1957 | 1958 |
| --------------- | ---- | -- | ---- | ---- |
| Australian Open | –    | –  | –    |      |
| Roland Garros   | 1R   | 1R | 3R   |      |
| Wimbledon       | –    | –  | –    |      |
| US Open         | –    | –  | –    |      |